# Bastumaren
Bastumaren är en sjö i Haninge kommun i Södermanland och ingår i Tyresån-Trosaåns kustområde. Sjön har en area på 0,0641 kvadratkilometer och ligger 5,3 meter över havet.

## Delavrinningsområde
Bastumaren ingår i det delavrinningsområde (655166-165062) som SMHI kallar för Rinner till Hanstensfjärden. Medelhöjden är 17 meter över havet och ytan är 27,08 kvadratkilometer. Det finns inga avrinningsområden uppströms utan avrinningsområdet är högsta punkten. Avrinningsområdets utflöde mynnar i havet, utan att ha någon enskild mynningsplats.